# Panellus acerosus
Panellus acerosus es una especie de hongo basidiomicetos, de la familia Mycenaceae, perteneciente al género Panellus.

## Sinónimos
- Agaricus acerosus (Padre, 1821)
- Dendrosarcus acerosus (Kuntze, 1898)
- Leptoglossum acerosum (M.M. Moser, 1978)
- Omphalina acerosa (M. Lange, 1981)[2]
- Panellus acerosus (Z.S. Bi, 1987)
- Phaeotellus acerosus (Gulden, 1988)
- Phaeotellus acerosus (Kühner & Lamoure, 1972)
- Pleurotellus acerosus (Konrad & Maubl, 1937)
- Pleurotus acerosus (Quél, 1872)
- Pleurotus tremulus (Rea, 1922)